# Semana Internacional de las Personas Sordas
La Semana Internacional de las Personas Sordas se celebra la última semana de septiembre desde 1958 y fue establecida por la Federación Mundial de Sordos (WFD)

## Proclamación
La Semana Internacional de las Personas Sordas fue proclamada en 1958 por la Federación Mundial de Sordos (WFD) para conmemorar el aniversario de su primer Congreso Mundial, realizado en Roma del 19 al 23 de septiembre de 1951. Este congreso, marcó un hito al establecer una organización mundial comprometida con los derechos de las personas sordas. La semana conmemorativa busca visibilizar los derechos, la cultura y las necesidades de la comunidad sorda, destacando la importancia de la lengua de señas y su inclusión en todos los ámbitos de la sociedad.

## Celebración
Esta semana se celebra la última semana de septiembre para honrar el primer Congreso de la WFD. Desde 1958, se ha transformado en una plataforma global donde las comunidades sordas organizan actividades que incluyen conferencias, talleres, eventos culturales y campañas públicas, para promover la visibilidad y los derechos de las personas sordas.
Durante la semana, el 23 de septiembre se celebra el Día Internacional de las Lenguas de Señas, que fue reconocido oficialmente por la ONU en 2017, Este día subraya la importancia de la lengua de señas para la identidad y comunicación de las personas sordas y la semana culmina con el Día Internacional de las Personas Sordas, el último domingo de septiembre, dedicado a visibilizar los desafíos de las personas sordas, en especial en relación con la accesibilidad y los derechos humanos. En este día se destacan las contribuciones de la comunidad sorda a la sociedad.
Las actividades durante esta semana cuentan con la participación de organizaciones de personas sordas, intérpretes de lengua de señas, autoridades y la sociedad en general, promoviendo un ambiente inclusivo y de respeto.

## Temas
- 2009 - Deaf People’s Cultural Achievements,[4] ('Logros Culturales de las Personas Sordas')
- 2010 - Deaf Education, ('Educación para Sordos')
- 2011 - Accessibility to Information and Communications, ('Accesibilidad a la Información y las Comunicaciones')
- 2012 - Sign Bilingualism is a Human Right!, ('El Bilingüismo en Lengua de Señas es un Derecho Humano')
- 2013 - Equality for Deaf People, ('Igualdad para las Personas Sordas')
- 2014 - Strengthening Human Diversity, ('Fortaleciendo la Diversidad Humana')
- 2015 - With Sign Language Rights, Our Children Can!,[4] ('Con Derechos de Lengua de Señas, ¡Nuestros Niños Pueden!')
- 2016 - With Sign Language, I Am Equal, ('Con la Lengua de Señas, Soy Igual')
- 2017 - Full Inclusion With Sign Language, ('Inclusión Total con la Lengua de Señas')
- 2018 - With Sign Language, Everyone is Included!, ('Con la Lengua de Señas, ¡Todos Están Incluidos!')
- 2019 - Sign Language Rights for All!, ('¡Derechos de la Lengua de Señas para Todos!')
- 2020 - Reaffirming Deaf People’s Human Rights,[4] ('Reafirmando los Derechos Humanos de las Personas Sordas')

- 2021: Celebrating Thriving Deaf Communities,[9] ('Celebrando Comunidades Sordas Prósperas')
- 2022: Building Inclusive Communities for All,[10] ('Construyendo Comunidades Inclusivas para Todos')
- 2023: A World Where Deaf People Everywhere Can Sign Anywhere!,[11] ('Un Mundo Donde las Personas Sordas Puedan Signar en Cualquier Lugar')
- 2024: Sign up for Sign Language Rights,[12] ('Comprométete con los Derechos de la Lengua de Señas')